# Lestinae
Sous-famille
Les Lestinae sont une sous-famille d'insectes odonates (demoiselles) de la famille des Lestidae.